# 1930 Lucifer
Az 1930 Lucifer (ideiglenes jelöléssel 1964 UA) a Naprendszer kisbolygóövében található aszteroida. Elizabeth Roemer fedezte fel 1964. október 29-én.